# Sexual Personae
Sexual Personae: Arte y decadencia desde Nefertiti a Emily Dickinson (en inglés, Sexual Personae: Art and Decadence from Nefertiti to Emily Dickinson), también conocida simplemente como Sexual Personae, es un ensayo de 1990 escrito por la filósofa y erudita Camille Paglia. El mismo trata sobre la decadencia sexual en la literatura occidental y las artes visuales, analizando la obra de importantes artistas y escritores como Donatello, Sandro Botticelli, Leonardo da Vinci, Edmund Spenser, William Shakespeare, Johann Wolfgang von Goethe, Samuel Taylor Coleridge, Lord Byron, Emily Brontë y Oscar Wilde.
Siguiendo a Friedrich Nietzsche, Paglia sostiene que el conflicto principal en la cultura occidental es entre las fuerzas binarias de lo apolíneo y lo dionisíaco, ya que Apolo está asociado con el orden y la simetría y Dioniso con el caos, el desorden y la naturaleza. El libro fue —y sigue siendo— polarizador desde el momento de su lanzamiento, hasta la actualidad: ha recibido tanto duras críticas de numerosas académicas feministas como elogios por parte de muchos críticos literarios.

## Antecedentes
Según el propio relato de Paglia, el antecedente (u origen) de Sexual Personae fue un libro sobre la aviadora Amelia Earhart que comenzó a escribir en la escuela secundaria. El descubrimiento de Paglia de El segundo sexo de Simone de Beauvoir en 1963 la inspiró a escribir un libro de mayor alcance. Sexual Personae comenzó a tomar forma en los ensayos que Paglia escribió en la universidad entre 1964 y 1968. El título se inspiró en la película de culto Persona, de Ingmar Bergman, que Paglia vio en su estreno estadounidense en 1968. El libro se terminó en 1981, pero fue rechazado por siete importantes editoriales de Nueva York antes de ser publicado por Yale University Press en 1990. Paglia le da crédito a la editora Ellen Graham por asegurar la decisión de Yale de publicar el libro. El prefacio original de Sexual Personae se eliminó por sugerencia de los editores de Yale debido a la extrema extensión del libro, pero luego se publicó en la colección de ensayos de Paglia Sex, Art, and American Culture (1992).
Paglia describe el método de Sexual Personae como psicoanalítico y reconoce una deuda con Sigmund Freud y Carl Jung. Sus otras influencias principales fueron La rama dorada (1890) de Sir James George Frazer, Prolegómenos al estudio de la religión griega (1903) de Jane Harrison, La decadencia de Occidente (1918) de Oswald Spengler, Mujeres enamoradas (1920) de D. H. Lawrence, Thalassa (1924) de Sándor Ferenczi, las obras de los críticos literarios G. Wilson Knight y Harold Bloom, La Gran Madre (1955) y Los orígenes e historia de la conciencia (1949) de Erich Neumann, El desnudo (1956) de Kenneth Clark, La poética del espacio (1958) de Gaston Bachelard, La vida contra la muerte (1959) y El cuerpo del amor (1966) de Norman O. Brown, y Amor y muerte en la novela americana (1960) de Leslie Fiedler. Paglia también reconoce la astrología como una influencia.
Paglia dijo del libro: "No se pretendía agradar a nadie y ofender a todos. Todo el proceso del libro consistió en descubrir los elementos reprimidos de la cultura contemporánea, sean lo que sean, y palparlos. Una de las premisas principales era demostrar que la pornografía está en todas partes en el arte principal. La historia del arte tal como está escrita es completamente libre de sexo, represiva y puritana. Quiero precisión y conocimiento histórico, pero al mismo tiempo, trato de eliminarlo con intensidad pornográfica".

## Resumen
Paglia busca demostrar "la unidad y continuidad de la cultura occidental". Al aceptar la tradición occidental canónica, "rechaza la idea modernista de que la cultura se ha derrumbado en fragmentos sin sentido". Paglia sostiene que el cristianismo no destruyó el paganismo, que florece en el arte, el erotismo, la astrología y la cultura popular. Examina la antigüedad, el Renacimiento y el Romanticismo desde finales del siglo XVIII hasta 1900, afirmando que "el Romanticismo se convierte casi inmediatamente en Decadencia". Ella cree que "la amoralidad, la agresión, el sadismo, el voyerismo y la pornografía en el gran arte han sido ignorados o pasados por alto por la mayoría de los críticos académicos" y que el sexo y la naturaleza son "fuerzas paganas brutales". También enfatiza la verdad en los estereotipos sexuales y la base biológica de la diferencia sexual, señalando que su postura "seguramente causará controversia". Paglia ve a la madre como una fuerza abrumadora que condena a los hombres a una ansiedad sexual de por vida, de la que escapan fugazmente a través del racionalismo y el logro físico.
Al presentar la cultura occidental como una lucha entre la religión fálica del cielo por un lado y la religión ctónica de la tierra por el otro, Paglia se basa en la polaridad grecorromana entre lo apolíneo y lo dionisíaco. Ella asocia a Apolo con el orden, la estructura y la simetría, y a Dioniso con el caos, el desorden y la naturaleza. Analiza la literatura y el arte partiendo de la premisa de que el conflicto principal en la cultura occidental siempre ha sido entre estas fuerzas. En su opinión, los principales patrones de continuidad en la cultura occidental se originan en el paganismo. Otras fuentes de continuidad incluyen la androginia, el sadismo y el agresivo "ojo occidental", que busca refinar y dominar la incesante hostilidad de la naturaleza y ha creado nuestro arte y cine. Paglia critica a las feministas por su sentimentalismo o sus ilusiones sobre las causas de la violación, la violencia y las malas relaciones entre los sexos.
Las "personas sexuales" del título de Paglia incluyen a la mujer vampiro (Medusa, Lauren Bacall); la pitonisa (el oráculo de Delfos, Gracie Allen); el hermoso niño (Antínoo de Adriano, Dorian Gray); el epiceno hombre de belleza (Byron, Elvis Presley); y la heroína masculina (el sufrimiento masculino pasivo; por ejemplo, los ancianos en la poesía de William Wordsworth). Los escritores que Paglia analiza incluyen a Spenser, Shakespeare, Jean-Jacques Rousseau, el marqués de Sade, Goethe, William Blake, Wordsworth, Coleridge, Byron, Percy Bysshe Shelley, John Keats, Honoré de Balzac, Théophile Gautier, Charles Baudelaire, Joris-Karl Huysmans, Brontë, Algernon Charles Swinburne, Walter Pater, Wilde, Edgar Allan Poe, Nathaniel Hawthorne, Herman Melville, Ralph Waldo Emerson, Walt Whitman, Henry James y Emily Dickinson. Las obras literarias que Paglia analiza incluyen La Reina Hada de Spenser, Como gustéis y Antonio y Cleopatra de Shakespeare, Los años de aprendizaje de Wilhelm Meister de Goethe, The Rime of the Ancient Mariner de Coleridge, Don Juan de Byron, Cumbres Borrascosas de Brontë, y La importancia de llamarse Ernesto y El retrato de Dorian Gray de Wilde.
Las obras de arte a las que Paglia aplica su análisis del canon occidental incluyen la Venus de Willendorf, el busto de Nefertiti, la escultura de la Antigua Grecia, el David de Donatello, El nacimiento de Venus y La primavera de Botticelli, La Mona Lisa y La Virgen, el Niño Jesús y Santa Ana de da Vinci. Paglia cuestiona la definición de carisma del sociólogo Max Weber, según la cual debe manifestarse en hechos heroicos o milagros, escribiendo que ella ve el carisma como "el aura numinoso alrededor de una personalidad narcisista" y "el resplandor producido por la interacción de elementos masculinos y femeninos en una personalidad dotada", en lugar de algo que dependa de "actos o efectos externos".

## Historial de publicaciones
Sexual Personae fue publicado por primera vez en tapa dura por Yale University Press en 1990. Fue publicado por Vintage Books en 1991.

## Recepción

### Respuestas feministas
Sexual Personae recibió fuertes críticas de numerosas académicas feministas. Robin Ann Sheets escribió que Paglia "adopta una postura profundamente antifeminista". Molly Ivins escribió una reseña crítica de Sexual Personae, acusando a Paglia de inexactitud histórica, egocentrismo y redacción de amplias generalizaciones. Teresa Ebert denunció el libro como "profundamente misógino y rencoroso" en Women's Review of Books, y escribió que Paglia usa una base biológica para "justificar la dominación, violencia y superioridad masculina en la cultura occidental". La profesora de inglés Sandra Gilbert describió Sexual Personae como "marcadamente monomaníaco ... hinchado, repetitivo" y "torpemente escrito", añadiendo que es "tan 'esencialista' que supera en biologización incluso a Freud". Gilbert acusó a Paglia de "homofobia vulgar" y dijo que merecía "desprecio moral" y "detesta el liberalismo, el igualitarismo, el feminismo y la madre naturaleza". Martha Duffy escribió que el libro tenía un "mensaje cultural neoconservador" que estaba bien recibido, pero rechazado por muchas feministas. Beth Loffreda censuró a Paglia, escribiendo: "Ella obtiene la mayor parte de su publicidad al proclamar en voz alta y desagradablemente que todos están equivocados en los delicados temas de género, sexualidad y violación". Ella concluyó: "La suya es una seducción de respuestas simples, de narrativas claras, de motivaciones y acciones que se remontan únicamente a un origen biológico: un lugar despojado de las complejas ambigüedades, las complejas interacciones del yo, la piel, el grupo y las instituciones que componen la vida diaria". La crítica Mary Rose Kasraie escribió: "Paglia no da ninguna indicación de que haya leído ningún estudio relacionado con las mujeres, o estudios recientes sobre la imaginación, la naturaleza y la cultura" y tuvo "lagunas terribles en su cobertura". Kasraie calificó el trabajo de "distracción antiescolar" y "un intento no académico de revolcarse en la naturaleza sadomasoquista ctoniana de Sade".
Judy Simons criticó la "agenda política potencialmente siniestra" de Paglia y condenó su "prestidigitación intelectual". Germaine Greer escribió que las ideas de Paglia sobre Safo son "vívidas y extremadamente perceptivas", pero también "desafortunadamente inconsistentes y en gran medida incompatibles entre sí". La profesora Alison Booth llamó a Sexual Personae una "cosmogonía antifeminista". La erudita literaria Marianne Noble escribió que Paglia malinterpretó el sadomasoquismo en la poesía de Dickinson, que "la absoluta creencia de Paglia en el determinismo biológico la lleva a pronunciamientos sobre la naturaleza femenina que no solo son detestables pero peligrosos, porque habitualmente reciben una seria y extensa atención en la cultura contemporánea en general", y que Paglia "saca conclusiones sociales espantosas".
Maya Oppenheim de The Independent calificó a Sexual Personae como una "obra feminista fundamental". Paglia escribió en Free Women, Free Men (2017) que "las feministas académicas y del establishment" realizaron "ataques viciosos" al libro, en la mayoría de los casos sin leer y que estos ataques serán "una acusación del lamentable proceso mediante el cual importantes movimientos políticos pueden minarse a sí mismos a través de la ciega insularidad de sus camarillas gobernantes".

### Otras respuestas
La crítica Helen Vendler le dio a Sexual Personae una crítica negativa en The New York Review of Books, escribiendo que si bien Paglia podía ser "esclarecedora y entretenida" cuando trataba un tema que le agradaba, fracasaba en sus discusiones sobre temas que exigían más que el reconocimiento de imágenes e historias. En respuesta a una carta de protesta de Paglia, Vendler negó que Sexual Personae contuviera críticas de poesía. El crítico Terry Teachout, en The New York Times, llamó Sexual Personae defectuoso pero "tan intelectualmente estimulante como exasperante". El novelista Anthony Burgess calificó a Sexual Personae como un "libro fino y perturbador. Busca atacar las emociones del lector así como sus prejuicios. Es muy erudito. Cada oración pincha como una aguja". Harold Bloom escribió: "Sexual Personae será una enorme sensación de un libro, en todos los mejores sentidos de 'sensación'. No hay libro comparable en alcance, postura, diseño o perspicacia. Nos obliga a repensar la cuestión de la representación literaria de la sexualidad humana". En The American Religion (1992), Bloom lo llamó una "obra maestra" y atribuyó a Paglia una "astuta y alarmante definición sexual del carisma ", aunque también escribió que su "poderosa reducción sexual ... necesariamente produce distorsiones cuando se aplica a la personalidad de cualquier profeta".
Valerie Steele escribió: "Paglia ha sido atacada como académica conservadora, en alianza con Allan Bloom y otros defensores del 'canon occidental', pero ningún conservador aprobaría tan explícitamente la pornografía, la homosexualidad y el rock and roll". El profesor de literatura Robert Alter escribió en Arion, "En motivos puramente estilísticos, esta es una de las pocas obras de crítica completamente agradables escritas en el idioma estadounidense en las últimas dos décadas". Llamó al libro "inmensamente ambicioso, enormemente erudito, luchador, a menudo escandaloso y a veces deslumbrantemente brillante". Pat Righelato concluyó: "La empresa teórica sincrética de Camille Paglia que invoca a Frazer, Freud, Nietzsche y Bloom, desde la antropología para influir en la teoría y la psicobiografía, es un inmenso tour de force".
Gerald Gillespie consideró a Sexual Personae como un texto "vigoroso y espacioso" y escribió sobre Paglia: "Su pasión por su tema [...] irradia como un faro de esperanza para la supervivencia de la herencia occidental más allá del cautiverio babilónico actual de la academia estadounidense". Christina Hoff Sommers escribió en Who Stole Feminism? (1994) que Sexual Personae debería haber llevado a Paglia a ser "reconocida como una destacada mujer erudita incluso por aquellos que se oponen firmemente a sus puntos de vista pasados de moda", y criticó a la Women's Review of Books por llamar al libro "extremismo loco" y a profesoras feministas en Connecticut College por compararlo con Mein Kampf de Adolf Hitler. El erudito clásico Bruce Thornton lo llamó "salvaje y brillante", y agregó: "Incluso cuando se equivoca, Paglia es más interesante que cualquier docena de empleados postestructuralistas".
El novelista John Updike escribió que Sexual Personae "se siente menos como una encuesta que como una arenga curiosamente ornamentada. Su estilo de percusión, una oración breve tras otra, fatiga al lector; su dicción funciona no tanto para obtener los secretos de los libros como sí para martillarlos hasta someterlos... El lector cansado anhela la misericordia de una calificación, una duda, una vacilación; hay poco sentido, en su prosa incomprensible, de exploración que ocurre ante nuestros ojos, de movimientos tentativos de pensamiento reflejados en una sintaxis compleja". El jurista Richard Posner llamó a Sexual Personae "un libro perspicaz, escrito de manera viva, aunque obstinado, desigual y, a menudo, difícil de seguir", y lo comparó con The Closing of the American Mind de Allan Bloom (1987), escribiendo que ambos son ejemplos de "trabajos académicos difíciles que misteriosamente tocan la fibra sensible de un público amplio". El antropólogo Melvin Konner escribió que Sexual Personae es "una explicación poderosa del género tal como ha sido representado en el arte y la literatura occidentales". En 2013, el cantante David Bowie incluyó a Sexual Personae entre sus 100 libros favoritos.